# Ruby Rose
Ruby Rose Langenheim (ur. 20 marca 1986) – australijska modelka i aktorka. Grała m.in. w serialu Orange Is the New Black i filmie John Wick 2.
Była ona piosenkarką, prezenterką telewizyjną, DJ, oraz VJ i twarzą Maybelline New York w Australii.

## Wczesne życie
Rose urodziła się w Melbourne jako córka Katii Langenheim, 20-letniej samotnej matki i artystki, którą teraz opisuje jako jeden z jej wzorów do naśladowania. Jako dziecko często podróżowała, żyła na wsi w stanach Victoria, Tasmania i w Sufers Paradise zanim na stałe osiadła w Melbourne. Jako nastolatka uczęszczała do University High School i Footscray City College. Ruby jest córką chrzestną boksera Lionela Rose i prawnuczką Aleca Campbella, ostatniego australijskiego żołnierza, który przetrwał Bitwę o Gallipoli.

## Kariera
Rose pierwszy raz zyskała sławę zostając modelką magazynu Girlfriend w 2002 roku, była tam druga za Catherine McNeil, swoją późniejszą narzeczoną.

### Telewizja i film
Aby zostać MTV VJ w Australii, rywalizowała przeciwko 2000 innym kandydatom w trzytygodniowych krajowych eliminacjach, gdy była VJ Lyndsey Rodrigues przeniosła się do USA aby współprowadzić TRL. W ramach rywalizacji wypiła 100 szotów piwa w 100 minut rywalizując z członkiem Jackass Bamem Margerą i pocałowała nieznajomego na ruchliwej ulicy Sydney. Jednakże lubi swoją pracę jako VJ bardziej niż wcześniejszą pracę modelki. „Gdy jesteś modelką zawsze jest coś co chcą w tobie zmienić. Chcą kogoś chudszego, wyższego, ładniejszego, a MTV chce żebyś był sobą... nie cenzuruje wszystkiego i nie porównuje z niczym”.

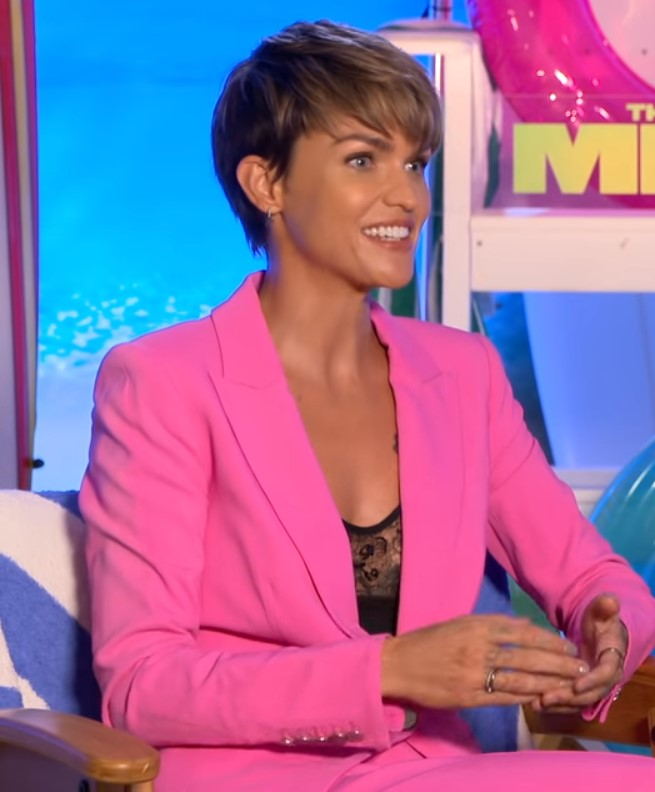
Ruby Rose (2018)

W 2009, Rose wygrała ASTRA Award w kategorii Ulubionej Osobowości Kobiecej. Odwiedziła również Kenię aby „podkreślić... niesamowitą pracę” wykonaną przez Global Vision International. Pojawiła się w pierwszym odcinku Talkin' 'Bout Your Generation, reprezentując Pokolenie Y obok komika Josha Thomasa.
Rose pojawiła się w odcinku „Media Virgins”, australijskiej edycji Top Model, jako gościnny członek jury. Pracowała także jako korespondent z finału Australia's Next Top Model.
Od lipca 2009, Rose razem z Dave Hughes, Charlie Pickering, Carrie Bickmore i James Mathison prowadziła The 7pm Project, australijski informacyjny talk-show produkowany przez Roving Enterprises, który jest nadawany wieczorami w telewizji Network Ten. Opuściła program, aby zająć się własnymi projektami.
W październiku 2009 ogłoszono, że FOX8 nabył prawa do brytyjskiego formatu Ultimate School Musical, który pokazuje zwyczajnych nastolatków próbujących przenieść produkcję muzyki na profesjonalny poziom w przeciągu sześciu tygodni. Australijska wersja była produkowana przez FremantleMedia Australia z Ruby Rose jako gospodynią programu i wyemitowana w 2010 roku.
Rose prowadziła również Foxtel Mardi Gras przez 3 lata z rzędu, zanim została oficjalnym korespondentem dla Foxtel z Igrzysk Olimpijskich w Vancouver w 2010 roku. Została wybrana w 2008 roku do roli w australijskiej komedii Suite for Fleur. Grała również u boku Christiny Ricci i Jacka Thompsona w filmie Around the Block w 2013 roku.
W roku 2015 Rose dołączyła do obsady Orange Is the New Black w trzecim sezonie serialu. Ruby gra nową więźniarkę Stellę Carlin, „której sarkastyczne poczucie humoru i urzekający wygląd szybko zwrócą uwagę niektórych więźniarek z Litchfield”. Zagrała również gościnnie jako Wendy w serialu science fiction Dark Matter.

### Modeling
W roku 2010 Rose współpracowała z australijską marką modową Milk and Honey przy projektowaniu linii ubrań, która oddawałaby jej unikalny styl i osobowość. Kolekcja nazwana Milk and Honey Designed by Ruby Rose zawiera przetarte jeansy, skórzane kurtki i t-shirty z unikalnymi wzorami. Nowa kolekcja jest dostępna w wybranych sklepach w Australii. Oprócz projektowania dla Milk & Honey, Rose również wypuściła wspólną kolekcję z marką obuwia Gallaz.
W 2014 roku Rose rozpoczęła współpracę ze swoją narzeczoną Phoebe Dahl, projektując etniczne ubrania codzienne dla jej firmy Faircloth Lane. Jest opisywana głównie w tytułach modowych jak: Vogue Australia, InStyle Magazine, Marie-Claire Magazine, Cleo, Cosmopolitan, Maxim, Nylon and New York’s Inked Magazine. Była australijską ambasadorką JVC, australijskiej firmy produkującej jeansy JAG i duńskiej marki Georg Jensen. Rose jest twarzą Maybelline New York w Australii.

### Inne
W listopadzie 2012 roku Rose wydała swój pierwszy singiel „Guilty Pleasure” z Garym Go. Hojnie wspiera wiele organizacji charytatywnych, wygrała charytatywny pojedynek bokserski. Co roku udaje się do Laosu i Afryki jako wolontariusz. Problemy, którymi się zajmuje jako ambasador Headspace to między innymi traktowanie zwierząt, kampanie przeciwko znęcaniu się i zdrowie psychiczne młodzieży. Znana z posiadania wielu tatuaży, pokazała je na zdjęciach dla Maxim Australia i PETA, jako część kampanii „I’d Rather Go Naked Than Wear Fur” (Wolę chodzić nago niż nosić futro).

## Życie prywatne

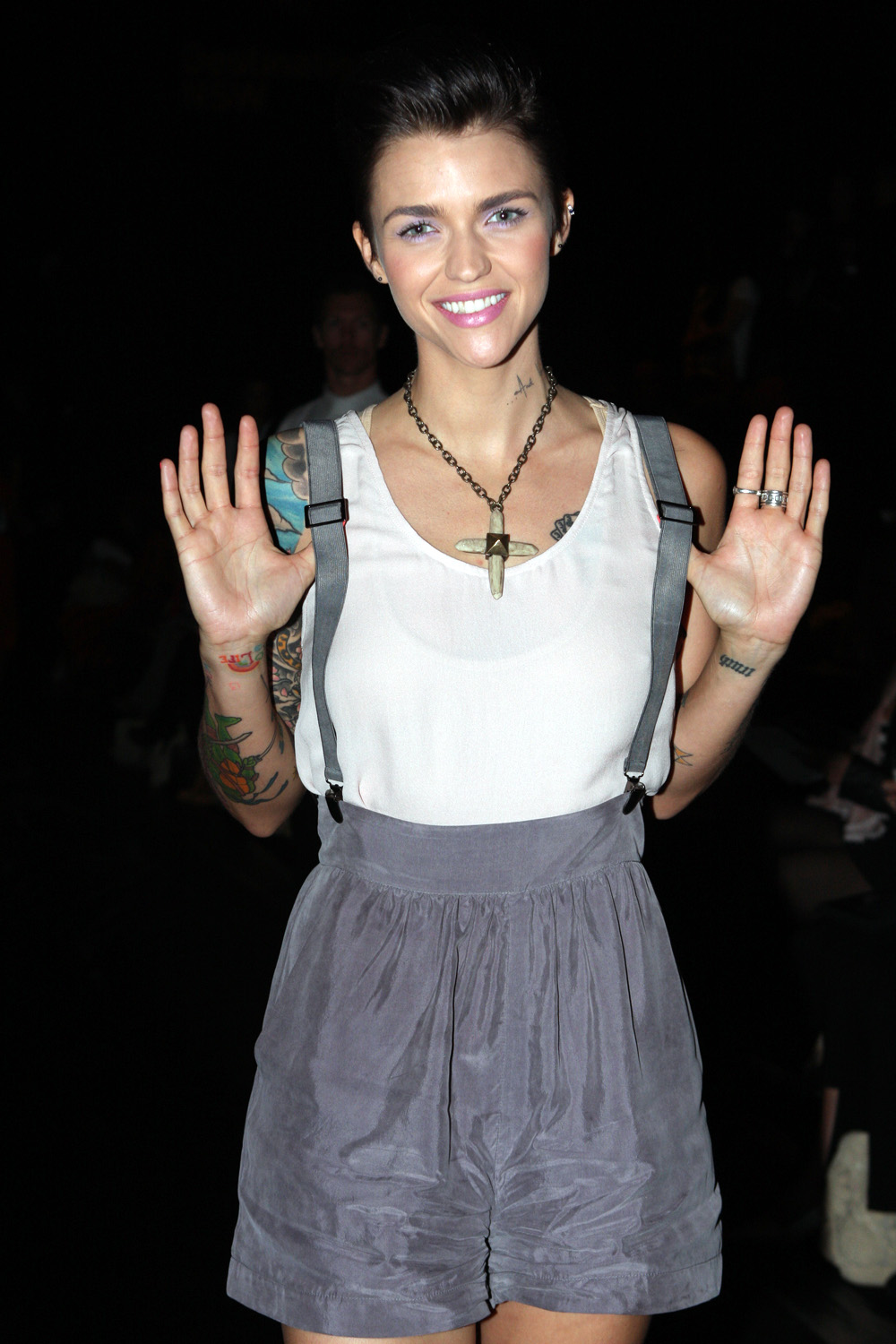
Rose na Australijskim Fashion Week w 2012

Rose ujawniła się jako lesbijka w wieku 12 lat. Jako nastolatka cierpiała z powodu słownych zaczepek i znęcania psychicznego szkolnych kolegów z powodu jej orientacji, przez co wymagała hospitalizacji, gdy miała 16 lat. W 2008 i 2009 roku została wybrana jako jedna z 25 najbardziej wpływowych gejów i lesbijek w Australii przez Same Same – australijską internetową społeczność homoseksualną.
Rose jest osobą o nieustalonej tożsamości płciowej – genderfluid, mówi: „moja tożsamość płciowa jest płynna i gdy budzę się rano czuję bardziej jakbym była neutralnej płci”. Ta informacja pojawiła się około tydzień po wydaniu krótkiego filmu „Break Free”, w którym wizualnie zmienia się z bardzo kobiecej kobiety w mocno wytatuowanego mężczyznę. Rose stwierdziła jednak, że woli nadal używać żeńskich zaimków.
W odniesieniu do niezgodności płci w dzieciństwie Rose powiedziała magazynom The Guardian i Daily Mail, że chciała być chłopcem, gdy dorastała i zbierała pieniądze na fizyczną przemianą z kobiety w mężczyznę. Stwierdziła: „To było w mojej głowie jako coś, co chciałam zrobić, a potem po prostu... nie. Myślę że wyrosłam z tego. Nawet sypiałam na brzuchu bo nie chciałam nigdy mieć cycków, co myślę że właściwie wypracowałam”. Przyznaje, że modeling pozwolił jej odkryć androgynię i wyrażać cechy różnych płci. Wspomina: „Pamiętam, gdy byłam w restauracji Yum Cha z moim tatą, i właściciel podszedł, i powiedział: Przepraszam, zastanawiamy się, czy jesteś przystojnym chłopakiem, czy piękną dziewczyną. To był komplement, byłam w szoku i kiedy o tym pomyślałam, rzeczywiście chciałam być przystojnym chłopakiem”.
W 2008 roku uznano, że Rose jest w związku z Jessicą Origliasso z zespołu The Veronicas, gdy dwukrotnie zostały przyłapane w intymnych sytuacjach. Rose stwierdziła wówczas, że są po prostu „bardzo dobrymi koleżankami”. Była w związku z uczestniczką Australia's Next Top Model Lolą Van Vorst oraz była zaręczona, przez krótki okres, z modelką Lyndsey Anne McMillan. Panie planowały ślub, lecz rozstały się pod koniec 2009 roku.
Pod koniec 2009 roku, po zerwaniu z Lyndsey Anne, Rose była widziana, gdy całowała australijską supermodelkę Catherine McNeil podczas imprezy w Los Angeles. W 2010 roku odnotowano, że zaręczyła się z Catherine McNeil, jednak para odwołała zaręczyny 2 lipca 2010. 18 marca 2014 Rose ogłosiła, że zaręczyła się z Phoebe Dahl, wnuczką pisarza Roalda Dahla i kuzynką modelki Sophie Dahl.

## Filmografia
| Rok        | Tytuł                           | Rola               | Uwagi                     |
| ---------- | ------------------------------- | ------------------ | ------------------------- |
| 2013       | Around the Block                | Hannah             |                           |
| 2014       | Break Free                      | Herself            | krótkometrażówka          |
| 2015       | Dark Matter                     | Wendy              | serial, 1 odcinek         |
| 2015–2016  | Orange Is the New Black         | Stella Carlin      | serial, 9 odcinków        |
| 2016       | Wilk w owczej skórze            | Bianca             | (głos, angielski dubbing) |
| 2016       | Resident Evil: Ostatni rozdział | Abigail            |                           |
| 2017       | xXx: Reaktywacja                | Adele Wolff        |                           |
| 2017       | John Wick 2                     | Ares               |                           |
| 2017       | Pitch Perfect 3                 | Calamity           |                           |
| 2018       | Meg                             | Jaxx Herd          |                           |
| 2018–2019  | Flash                           | Kate Kane/Batwoman | 2 odcinki                 |
| 2018; 2020 | Arrow                           | Kate Kane/Batwoman | 2 odcinki                 |
| 2018–2019  | Supergirl                       | Kate Kane/Batwoman | 2 odcinki                 |
| od 2019    | Batwoman                        | Kate Kane/Batwoman | Tytułowa rola             |
| 2020       | Legends of Tomorrow             | Kate Kane/Batwoman | 1 odcinek                 |